# 励家镇
励家镇，是中华人民共和国辽宁省锦州市黑山县下辖的一个乡镇级行政单位。

## 行政区划
励家镇下辖以下地区：
励家村、李家村、贾家村、娄家村、平房村、广盛村、双岗子村、晏家村、崔岗子村、前邢村、大孙家村、黑头村和翟家村。